# 아메리칸 파이: 19금 동창회
《아메리칸 파이: 19금 동창회》(영어: American Reunion)는 2012년 개봉한 미국의 로맨틱 섹스 코미디 영화이다. 《아메리칸 파이 3: 아메리칸 웨딩》(2003)의 속편이며, 아메리칸 파이 시리즈의 네 번째이자 마지막 작품이다.

## 출연
- 제이슨 비그스
- 앨리슨 해니건
- 크리스 클라인
- 토머스 이언 니컬러스
- 숀 윌리엄 스콧
- 에디 케이 토머스
- 유진 레비
- 태라 리드
- 미나 서바리
- 존 조
- 제니퍼 쿨리지
- 너타샤 리온
- 다니아 라미레스
- 카트리나 보든
- 제이 해링턴
- 앨리 코브린
- 척 히틴저
- 섀넌 엘리자베스
- 크리스 오언
- 샬린 어모이아
- 빅 사하이
- 몰리 치크
- 닐 패트릭 해리스
- 채드 오초싱코
- 리베카 더모네이

## 기타 제작진
- 배역: 제이 스컬리
- 미술: 윌리엄 아널드